# Kevin Deery
Kevin Deery (Derry, 6 dicembre 1984) è un allenatore di calcio ed ex calciatore nordirlandese naturalizzato irlandese di ruolo centrocampista, tecnico dell'Institute.

## Carriera

### Club
Dal 2001 ha giocato solo con la maglia del Derry City, squadra che lo aveva prelevato in precedenza dal Trojans.

### Nazionale
Ha rappresentato per 2 volte la Nazionale irlandese Under-21.